# Fozzie fanzine
Fozzie är ett svenskt fanzine, huvudsakligen om svensk alternativ pop (indiepop). Fozzie startades i Uppsala av Sara Reis 1994 och kom under en följd av år uppmärksamma flera senare kända band i deras tidiga karriär.

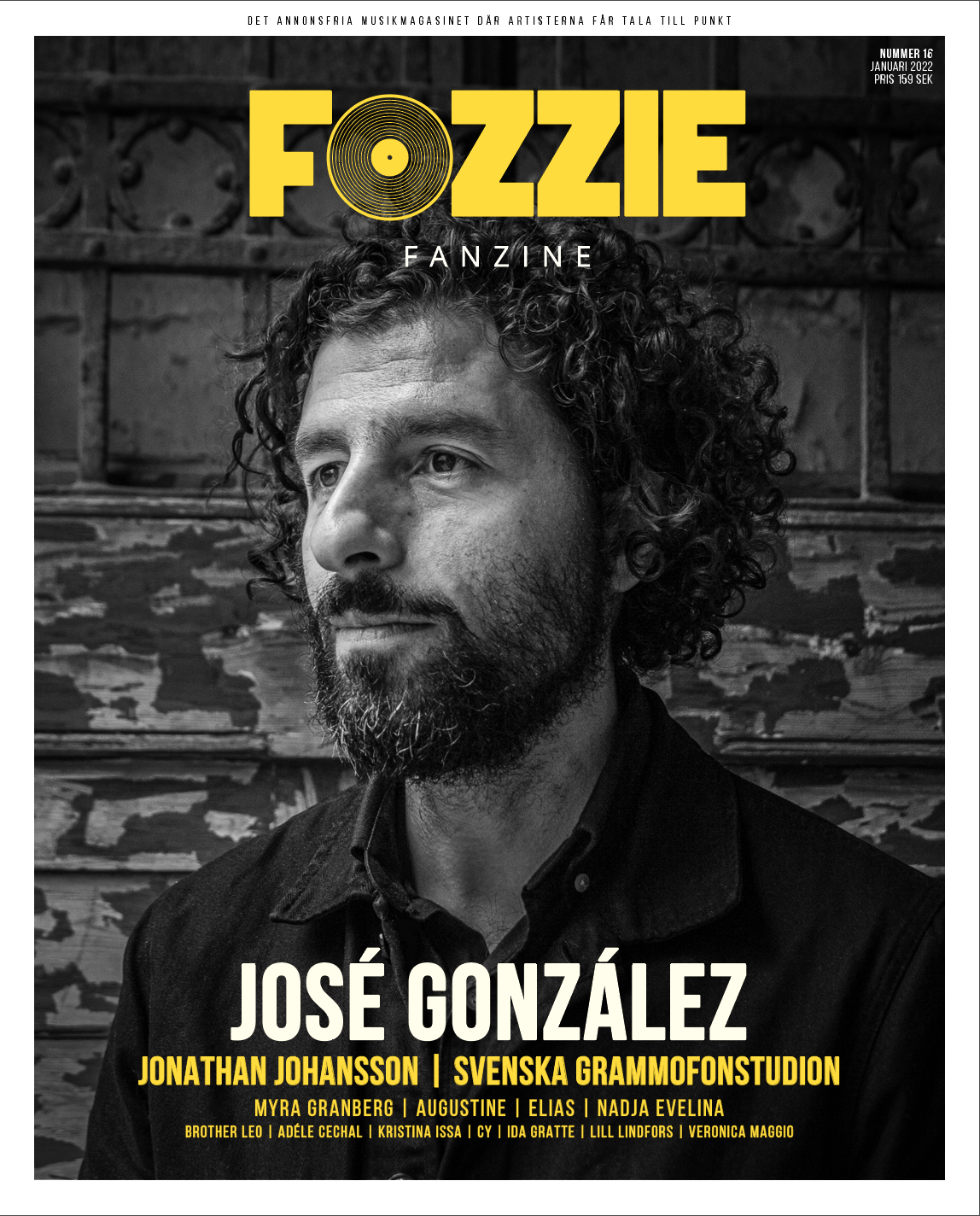
Fozzie 16, februari 2022

## Historik
Sju nummer kom ut mellan oktober 1994 och december 1996, och tidningen var tätt knuten till studentnationen Kalmar nation i Uppsala, då många av de intervjuade banden uppträdde där. Bland reportagen kan nämnas nummer 2 som innehåller en intervju med Kent när de spelade på Kalmar nation 1995 och precis fått skivkontrakt och nummer 1 som innehåller en intervju med Broder Daniel medan de höll på att spela in sitt debutalbum.
Fozzie såldes i skivbutiker runt om i Sverige, från Malmö i söder till Umeå i norr. Det var ett klassiskt fanzine, som var kopierat, med svartvita bilder och hophäftat. Med nummer 5 medföljde en flexisingel med en låt med Linköpingsbandet Cloudberry Jam och en med göteborgarna i Pinko Pinko. I några nummer förekom artiklar skrivna även av andra skribenter än Reis. Namnet kommer från björnen Fozzie i Mupparna, och en återkommande fråga till alla artister som intervjuas är "Vilken är din favoritmupp?".
Fozzie omnämndes i fanzinereportage i bland annat Expressen Fredag, och Borås Tidnings nöjesbilaga Mycket mer än nöje och Sara Reis blev intervjuad i ett fanzineinslag i programmet Musikmagasinet på ZTV, samt i ett avsnitt av SVT Växjö-redaktionens program Soda.

## Comebacker
I juli 2003 återuppstod Fozzie med nummer 8, och ytterligare tre nummer kom ut fram till december 2006.

Efter nära 12 års paus kom Fozzie åter tillbaka i oktober 2018, då i en mer påkostad version, tryckt i fyrfärg, och nummer 13 kom ut i juni 2019. Fozzie uppmärksammades på förstasidan av kulturdelen och en artikel över ett uppslag i Helsingborgs Dagblad/LandskronaPosten/Sydsvenskan i september 2019.

I december 2019 släpptes ett 252 sidor tjockt 25-årsjubileumsnummer med utvalda artiklar från alla 13 tidigare nummer, samt nyskrivna inledande texter till varje artikel och en ny intervju med Reis, gjord av tidigare medarbetaren Martin Alarik. Efter det har tidningen fortsatt komma ut med knappt ett års intervaller.

Efter att Hansby Reis fått Landskrona stads kulturstipendium 2021 uppmärksammades Fozzie i LandskronaPosten.

## Priser och nomineringar
Vunna priser:
- European Publishing Awards 2021: två priser, i kategorierna Special Interest och Indie[13]
- Landskrona stads kulturstipendium 2021[14]
- European Publishing Awards 2022: ett pris i kategorin Special Interest[15]
- European Publishing Awards 2023: två priser, i kategorin Storytelling för både nr. 16 och nr. 17[16]

Nomineringar:
- Nominerad till Årets kulturtidskrift 2023 [17] [18]

## Innehåll
Nummer 1 (oktober 1994): Eggstone, Yvonne, Cloudberry Jam, Doktor Kosmos, Broder Daniel, Pinko Pinko, aBLe och Baseball.
Nummer 2 (februari 1995): The Wannadies, Souls, Tambourine Studios + Eggstone, Stevepops, Naked, Mufflon 5, Green, kent, The Varlets, Superswirls och en liten pophyllning.
Nummer 3 (april 1995): Popsicle, 22-Pistepirkko, Eggstone, Honey Is Cool, Sonic Surf City, Hemma hos Terry Ericsson, Smash Hit Wonders, Scents, Broder Daniel, dEUS, The Chords och recensioner.
Nummer 4 (juli 1995): This Perfect Day, Brainpool, Gene, Hemma hos Andres Lokko, Cloudberry Jam, Blue, Salad, Housemartins, Roskilde- och Emmabodafestivalrapporter och recensioner.
Nummer 5 (november 1995): Flexisingel med Cloudberry Jam + Pinko Pinko, Salt, Ray Wonder, Fireside, Hardy Nilsson, Cinnamon, Ludo X, Blithe, Starmarket, öppet brev till Hultsfredsfestivalen, Japan-rapport, Per Gessle + Ben Marlene, Mouth, Loosegoats, The Pusjkins och recensioner.
Nummer 6 (juni 1996): Leslies, Superchunk, Fidget, Fireside, Hardy Nilsson, Melony, Fanscene, Bluetones, Small, Northern Soul, Pet Shop Boys, Tamarinds, Mutts, Chester Copperpot, Eggstone på Mupparna-utställning, Monostar och recensioner.
Nummer 7 (december 1996): Saint Etienne, Eggstone, Barkmarket, Theu Nooners, Superkillen-serie, Popundret, Cloudberry Jam, Boolteens, Smash Hit Wonders, Fireside vs Him Kerosene, Yvonne, The Standards och recensioner.
Nummer 8 (juli 2003): Fireside, David & the Citizens, Komeda, Marit Bergman, Her Majesty, Kristofer Åström & Hidden Truck, The Mopeds, Björns vänner, Christian Kjellvander, Peter Bjorn And John, Isolation Years, Shout Out Louds, In Elvis Garage, Junior Senior och recensioner.
Nummer 9 (juni 2004): Eggstone, Per Sunding om Eggstone, Magnus Carlson, Tiger Lou, Spearmint, Doktor Kosmos, Miss Universum, Jens Lekman, The Legends, The Lucksmiths, Timbuktu, Superkillen-serie och recensioner.
Nummer 10 (juni 2005): Ash, Stars, Teitur, Niccokick, Bloc Party, Snow Patrol, Monkeystrikes, Vad hände med Cloudberry Jam-Jennie, Vad hände med This Perfect Day-Mats, Vad hände med Wannadies-Fredrik, Vad hände med Souls-Andreas, Vad hände med Fidget-Nina.
Nummer 11 (december 2006): Snow Patrol, Fibes, Oh Fibes!, Tilly and the Wall, The Animal Five, Willowtree, Hot Chip, The Veryones, The Magic Numbers, Tiger Lou vs Firefox AK.
Nummer 12 (oktober 2018): Eggstone, Annika Norlin, Shout Out Louds, Familjen, Timo Räisänen, Universal Poplab, Doktor Kosmos, ELD, 500 mil, Klara & Jag, Jacob Öhrvall, This Is Head och Glenn Udéhn.
Nummer 13 (juni 2019): Veronica Maggio, Popsicle, Fredrik Strage, Peter Bjorn and John, Det Brinner & Alice B, Bolywool, Olsson, Kristofer Åström, John Jern, Nightbloomer, Bergen och nedslag ur Fozzies 25-åriga historia med kent, Yvonne, Broder Daniel, Honey Is Cool, Eggstone och Timo Räisänen.
25-årsjubileumsnummer: Fozzie Remastered (december 2019): Fozzies bästa intervjuer, svensk indie 1994–2019. Innehåller de bästa intervjuerna från Fozzie nr. 1 till och med 13, bland andra Kent, Eggstone, Broder Daniel, This Perfect Day, Honey Is Cool, Yvonne, Popsicle, Fireside, Marit Bergman, David & the Citizens, Jens Lekman och Timo Räisänen, tillsammans med nyskrivna texter om varje nummer och artikel, samt en intervju med Fozzies grundare Sara Hansby Reis.
Nummer 14 (juli 2020): Titiyo, Junior Brielle, Vita Bergen, Niki & The Dove, Kristoffer Ragnstam (They Owe Us), Niccokick, Esther Lennstrand, Duschpalatset, Silveräpplen och Anders Teglund.
Nummer 15 (mars 2021): Nina Persson, bob hund, Hanna Järver, Love Antell/Florence Valentin, Cecilia Nordlund, Råå, Lovis, Eric Palmqwist och Amnesti.
Nummer 16 (februari 2022): José González, Jonathan Johansson, Augustine, Elias, Nadja Evelina, Brother Leo, Adéle Cechal, Cy, Ida Gratte, Lill Lindfors och Veronica Maggio.
Nummer 17 (november 2022): The Wannadies, Per Sinding-Larsen, Shout Out Louds, Fibes, Oh Fibes!, Steget, Grant, Kerstin Ljungström, Colleagues, HON, Boys and Ivy, MIRIAM, Tiger, Kristofer Åström och Eagle-Eye Cherry.
Nummer 18 (december 2023): Junior Brielle, Fireside, Uje Brandelius, David Fridlund, Christian Kjellvander, Spunsugar, Lowheart, Division 7, Kerstin Ljungström, This Perfect Day och Eggstone.

## Medarbetare
- Sara Hansby Reis: chefredaktör, skribent, fotograf
- Martin Alarik: skribent (nummer 2–7)
- Nina Blom: medhjälpare (nummer 1)
- Teet Sirotkin: gästskribent (nummer 5)
- Per Gudmundson: gästskribent (nummer 5)
- Christopher Hansby Reis: design och layout (från nummer 12)